# Mikołajewo (Surowe)
Mikołajewo – nazwa niestandaryzowana, przysiółek wsi Surowe w Polsce położona w województwie mazowieckim, w powiecie ostrołęckim, w gminie Czarnia.
Dawniej wieś.

## Historia
W latach 1921–1931 wieś leżała w województwie białostockim, w powiecie ostrołęckim, w gminie Wach (od 1931 w gminie Czarnia).
Według Powszechnego Spisu Ludności z 1921 roku wieś zamieszkiwały 52 osoby w 14 budynkach mieszkalnych. Miejscowość należała do parafii rzymskokatolickiej w Czarni. Podlegała pod Sąd Grodzki w Myszyńcu i Okręgowy w Łomży; właściwy urząd pocztowy mieścił się w m. Czarnia.
W wyniku agresji III Rzeszy na Polskę we wrześniu 1939 tereny byłej gminy znalazły się pod okupacją niemiecką i do wyzwolenia weszła w skład Landkreis Scharfenwiese, Regierungsbezirk Zichenau III Rzeszy.
W latach 1975–1998 miejscowość administracyjnie należała do województwa ostrołęckiego.